# Príncipe Yijing
Yijing' (1791-1853) fue un comandante militar y noble manchú. Como sobrino del emperador Daoguang, pertenecía a la alta nobleza de la China imperial en la época de la dinastía Qing. En la primera guerra del Opio, dirigió una infructuosa ofensiva contra el Imperio británico y participó en el inicio de las negociaciones de paz para el Tratado de Nanjing.

## Biografía
Yijing nació en Pekín, y descendía del emperador Yongzheng, y como sobrino del emperador Daoguang, era un príncipe del círculo íntimo que rodeaba al emperador. Al igual que otros miembros de la familia gobernante, realizó una versión simplificada del Examen Imperial, lo que le permitió acceder al ejército Qing y ascender rápidamente.

### Carrera a la cabeza del estado Qing
En 1816 ocupó un puesto en la guardia personal del emperador. Posteriormente, se le otorgaron varios altos cargos, como el de ministro de los Palacios y Jardines Imperiales, Ministro Jefe de Asuntos de Personal, y también ocupó un puesto en la Gran Secretaría del Emperador. En 1830, participó en una campaña en Asia Central bajo el mando del general Changking.

### Primera guerra del Opio
Durante la primera guerra del Opio (1839-1842), Daoguang le encomendó dirigir una contraofensiva contra los británicos en el sur de China en octubre de 1841. Debido a su falta de experiencia militar, en vez de enfrentarse a los británicos, dedicó unas ocho semanas a celebrar consultas con unos 400 dignatarios para elaborar un plan de guerra. El plan de guerra preveía el reclutamiento de 20.000 tropas Yong (reclutas auxiliares de etnia Han) en el sur de China. Además, había que traer 6000 soldados regulares y 10.000 Yong del norte. Los Yong del sur debían realizar tareas de reconocimiento en la lucha contra los británicos y, si era necesario, realizar incursiones en pequeñas unidades contra los británicos. Los Yong del norte debían ser desplegados en pequeñas unidades en las ciudades ocupadas de Ningbo, Zhenhai y Dinghai para expulsar a los británicos. Las tropas regulares debían servir de reserva. Asimismo, el plan de guerra recomendaba que Lin Zexu volviera al sur para levantar la moral de los soldados y pedía la ejecución de los líderes militares que se habían retirado en las anteriores derrotas. La contraofensiva fracasó sin éxito en marzo de 1842 debido a la inferioridad militar de las tropas chinas y a la falta de artillería.
Yijing mantuvo su cuartel general en Nankín. Ante la amenaza de que Nankín fuera asediada por los británicos, Yijing y el noble manchú Keying iniciaron las negociaciones de paz sin instrucciones formales del emperador, y acabaron firmando el Tratado de Nankín de 1842 que puso fin a la primera guerra del Opio. Tras la guerra, fue inicialmente condenado a muerte por Daoguang por derrotismo. Sin embargo, la sentencia no se ejecutó. En cambio, Yijing fue exiliado a Xinjiang, donde murió de malaria en 1853.